# Ophryodendridae
Famille
Les Ophryodendridae sont une famille de Ciliés de la classe des Phyllopharyngea.

## Étymologie
Le nom de la famille vient du genre type Ophriodendron,  dérivé du grec ancien οφρύς / ophrýs, « sourcil ⇒ cil ⇒ cilié », et δένδρων / dendron, « arbre », littéralement « cilié (ressemblant à un) arbre ».

## Description
Les Ophryodendridae ont une taille grande (> 200 µm). Leur trophons sont quelque peu bouffis ou tordus. Ils sont sans tige définitive ; certains sont loriqués sur une ou plusieurs branches proéminentes et extensibles, souvent appelées troncs ou actinophores. Les essaims sont vermiformes. Leur macronoyau est extrêmement ramifié. Leur micronoyaux sont souvent nombreux. Des vacuoles contractiles sont présentes ; elles sont dotées d'un réseau complexe de canaux endoplasmiques contenant des bactéries endosymbiotiques.

## Habitat
Les Ophryodendridae vivent en milieu marin en tant qu'ectocommensaux sur les hydrozoaires et les crustacés.

## Liste des genres
Selon GBIF (19 août 2024) :
- Collinophrya Kahl, 1934
- Loricodendron Jankowski, 1973
- Ophriodendron Claparède & Lachmann, 1859 genre type
  - Genres synonymes :
    - Elitarcon Jankowski, 1981 ;
    - Isopodarcon Jankowski, 1981 ;
    - Nemertodendron Jankowski, 1978 ;
    - Setarcon Jankowski, 1981 ;
    - Stylophryodendron Jankowski, 1978 ;
    - Stylostoma Milne, 1886 ;
    - Syllarcon Jankowski, 1981 ;
    - Thisarcon Jankowski, 1981.

Selon Lynn (2010) :
- Cortethria Wright : synonyme de  Ophriodendron
- Crevicometes Jankowski, 1981
- Ophriodendron Claparède & Lachmann, 1859 genre type
- Loricodendron Jankowski, 1973 : synonyme de  Ophriodendron
- Schizactinia Jankowski, 1967
- Spongiarcon Jankowski, 1980
- Syllarcon Jankowski, 1981

## Systématique
Le nom valide de ce taxon est Ophryodendridae Stein, 1867.
Les Ophryodendridae ont pour synonymes : 
- Selon Dovgal (2002)[4] : 
  - Corethriidae Jankowski, 1978
  - Crevicometidae Jankowski, 1981
  - Loricodendridae Jankowski, 1978
  - Nemertodendridae Jankowski, 1981
  - Stylostomatidae Batisse, 1975[note 2].
- Selon Lynn (2010)[1] :
  - Corethriidae,
  - Nemertodendr(on)idea,
  - Stylostom(at)idae)